# 16089 Lamb
16089 Lamb è un asteroide della fascia principale. Scoperto nel 1999, presenta un'orbita caratterizzata da un semiasse maggiore pari a 2,6710165 au e da un'eccentricità di 0,1437856, inclinata di 3,12476° rispetto all'eclittica.
L'asteroide è dedicato all'insegnante statunitense William Lamb.